# جیمی گریس
جیمی گریس (زاده ۲۵ نوامبر ۱۹۹۱) یک موسیقی‌دان، خواننده، رپر و ترانه‌سرا مسیحی معاصر آمریکایی اهل آتلانتا، جورجیا است. او آهنگ "Hold Me" را در سال ۲۰۱۱ منتشر کرد که نامزد جایزه گرمی ۲۰۱۲ شد و در سال ۲۰۱۲ جایزه Dove را برای هنرمند جدید سال دریافت کرد.
او کوچک‌ترین دختر اسقف جیمز هارپر و کشیش مونا هارپر است. او با آواز خواندن و نواختن ساز هم در کلیسا و هم در خانه با خواهر بزرگترش مورگان بزرگ شد. در ۱۶ ژوئیه ۲۰۰۶، او یک حساب کاربری یوتیوب ایجاد کرد و شروع به ارسال ویدیوهای آهنگ‌های خود به صورت آنلاین کرد.

## زندگی شخصی
گریس از دانشگاه پوینت با مدرک لیسانس در وزارت کودکان فارغ‌التحصیل شد. او دارای سندرم تورت، اختلال وسواس فکری-اجباری، اختلال نقص توجه و بیش فعالی و اضطراب است.
در سال ۲۰۱۶، او در کنسرت ادل به روی صحنه فراخوانده شد. او سپس کاوری از آهنگ " نمیشه عاشق نشم " را خواند که در ابتدا توسط الویس پریسلی خوانده شده بود و ادل گفت که صدای فوق‌العاده ای دارد. در ۲۵ ژانویه ۲۰۱۸، گریس اعلام کرد که با آرون کالینز نامزد کرده‌است. این زوج در ۱۴ آوریل ۲۰۱۸ ازدواج کردند. او در ۷ ژوئن ۲۰۱۹ به اولین فرزند خود را به دنیا آورد.

## آهنگ‌شناسی

### آلبوم‌ها
| عنوان              | جزئیات                                                                                |
| ------------------ | ------------------------------------------------------------------------------------- |
| آماده پرواز        | - تاریخ انتشار: ۲۸ ژانویه ۲۰۱۴ - برچسب: Gotee Records - فرمت‌ها: سی دی، دانلود موسیقی  |
| 91                 | - تاریخ انتشار: ۱ سپتامبر ۲۰۱۷ - برچسب: مستقل - فرمت‌ها: سی دی، دانلود موسیقی          |
| یک آهنگ در یک زمان | - تاریخ انتشار: ۲۰ سپتامبر ۲۰۱۱ - برچسب: Gotee Records - فرمت‌ها: سی دی، دانلود موسیقی |

### تک آهنگ
| عنوان                                     | جزئیات                                                                               |
| ----------------------------------------- | ------------------------------------------------------------------------------------ |
| نگهم دار                                  | - تاریخ انتشار: ۲۲ فوریه ۲۰۱۱ - برچسب: Gotee Records - فرمت‌ها: سی دی، دانلود موسیقی  |
| کریسمس با هم (with Morgan Harper Nichols) | - تاریخ انتشار: ۲۹ نوامبر ۲۰۱۱ - برچسب: Gotee Records - فرمت‌ها: سی دی، دانلود موسیقی |
| طبیعی                                     | - تاریخ انتشار: ۹ اکتبر ۲۰۲۰ - برچسب: مستقل - فرمت: دانلود دیجیتال                   |

### آلبوم تکی
| سال  | عنوان                                | گواهینامه‌ها | آلبوم              |      |                              |                                                |                    |
| ---- | ------------------------------------ | ----------- | ------------------ | ---- | ---------------------------- | ---------------------------------------------- | ------------------ |
| سال  | عنوان                                | گواهینامه‌ها | آلبوم              | ۲۰۱۱ | نگهم دار (featuring tobyMac) | انجمن صنعت ضبط موسیقی ایالات متحده آمریکا: طلا | یک آهنگ در یک زمان |
| 2011 | "شما رهبری می‌کنید"                   |             | یک آهنگ در یک زمان |      |                              |                                                |                    |
| 2011 | "کریسمس با هم"                       |             | کریسمس با هم (EP)  |      |                              |                                                |                    |
| ۲۰۱۲ | "بیا پیش من" (featuring Joanne Cash) |             | یک آهنگ در یک زمان |      |                              |                                                |                    |
| ۲۰۱۲ | "نگه داشتن"                          |             | یک آهنگ در یک زمان |      |                              |                                                |                    |
| ۲۰۱۳ | "روز زیبا"                           |             | آماده پرواز        |      |                              |                                                |                    |
| ۲۰۱۴ | "زندگی را بزرگ کن"                   |             | آماده پرواز        |      |                              |                                                |                    |
| ۲۰۱۶ | "مهمانی مانند یک شاهزاده خانم"       |             |                    |      |                              |                                                |                    |
| ۲۰۱۷ | "آهنگ شاد"                           |             |                    |      |                              |                                                |                    |
| ۲۰۱۸ | "صبر کن"                             |             | تک آهنگ بدون آلبوم |      |                              |                                                |                    |
| ۲۰۱۹ | "داستان (نوئل)"                      |             | تک آهنگ بدون آلبوم |      |                              |                                                |                    |
| ۲۰۲۰ | "رویای بزرگ"                         |             | تک آهنگ بدون آلبوم |      |                              |                                                |                    |
| ۲۰۲۰ | "فوق العاده"                         |             | تک آهنگ بدون آلبوم |      |                              |                                                |                    |
| ۲۰۲۰ | "راهپیمایی"                          |             | تک آهنگ بدون آلبوم |      |                              |                                                |                    |
| ۲۰۲۰ | "بچه‌های دهه ۹۰"                      |             | تک آهنگ بدون آلبوم |      |                              |                                                |                    |
| ۲۰۲۳ | "واشنگتن"                            |             |                    |      |                              |                                                |                    |